# 公孫弘
公孫弘（前199年—前121年4月7日），字季，菑川薛人，西漢政治家。曾於武帝時擔任御史大夫，官至丞相，封平津侯。是漢武帝推行獨尊儒術政策中起到主導作用的人物之一。

## 生平

### 早年
公孫弘生於高祖八年（前199年）。年輕時做過薛獄吏，因犯罪被免官。家貧，只得到渤海海邊放豬。直到四十多歲，用刀削竹青抄写《春秋》诵读學习。奉養後母甚孝謹。

### 徵召入京
武帝建元元年（前140年），武帝剛即位，招選賢良文學之士。公孫弘時年已六十，以賢良被徵召入京，被徵召時，耏水人轅固也被徵召，公孫弘不敢正視轅固。轅固對他說：「公孫子，務正學以言，無曲學以阿世！」任為博士。後出使匈奴，歸後向武帝報告情況，不合武帝心意。武帝認為公孫弘無能，公孫弘就藉病免官歸家。 
元光五年（前130年），武帝徵召文學，菑川國又推薦公孫弘。公孫弘拒絕說：「臣已嘗西應命，以不能罷歸，原更推選。」 國人卻堅決推舉公孫弘，公孫弘就到太常。武帝策詔諸位儒生。 
下制：
蓋聞上古至治，畫衣冠，異章服，而民不犯；陰陽和，五穀登，六畜蕃，甘露降，風雨時，嘉禾興，硃草生，山不童，澤不涸；麟鳳在郊藪，龜龍游於沼，河洛出圖書；父不喪子，兄不哭弟；北發渠搜，南撫交止，舟車所至，人跡所及，跂行喙息，咸得其宜。朕甚嘉之，今何道而臻乎此？子大夫修先聖之術，明君臣之義，講論洽聞，有聲乎當世，敢問子大夫：天人之道，何所本始？吉凶之效，安所期焉？禹、湯水旱，厥咎何由？仁、義、禮、知四者之宜，當安設施？屬統垂業，物鬼變化，天命之符，廢興何如？天文、地理、人事之紀，子大夫習焉。其悉意正議，詳具其對，著之於篇，朕將親覽焉，靡有所隱。

公孫弘對策：
臣聞上古堯、舜之時，不貴爵常而民勸善，不重刑罰而民不犯，躬率以正而遇民信也；末世貴爵厚賞而民不勸，深刑重罰而奸不止，其上不正，遇民不信也。夫厚賞重刑未足以勸善而禁非，必信而已矣。是故因能任官，則分職治；去無用之言，則事情得；不作無用之器，即賦斂省；不奪民時，不妨民力，則百姓富；有德者進，無德者退，則朝廷尊；有功者上，無功者下，則群臣逡；罰當罪，則姦邪止；賞當賢，則臣下勸：凡此八者，治民之本也。故民者，業之即不爭，理得則不怨，有禮則不暴，愛之則親上，此有天下之急者也。故法不遠義，則民服而不離；和不遠禮，則民親而不暴。故法之所罰，義之所去也；和之所賞，禮之所取也。禮義者，民之所服也，而賞罰順之，則民不犯禁矣。故畫衣冠，異章服，而民不犯者，此道素行也。
臣聞之，氣同則從，聲比則應。今人主和德於上，百姓和合於下，故心和則氣和，氣和則形和，形和則聲和，聲和則天地之和應矣。故陰陽和，風雨時，甘露降，五穀登，六畜蕃，嘉禾興，硃草生，山不童，澤不涸，此和之至也。故形和則無疾，無疾則不夭，故父不喪子，兄不哭弟。德配天地，明並日月，則麟鳳至，龜龍在郊，河出圖，洛出書，遠方之君莫不說義，奉幣而來朝，此和之極也。
臣聞之，仁者愛也，義者宜也，禮者所履也，智者術之原也。致利除害，兼愛無私，謂之仁；明是非，立可否，謂之義；進退有度，尊卑有分，謂之禮；擅殺生之柄，通壅塞之塗，權輕重之數，論得失之道，使遠近情偽必見於上，謂之術：凡此四者，治之本，道之用也，皆當設施，不可廢也。得其要，則天下安樂，法設而不用；不得其術，則主蔽於上，官亂於下。此事之情，屬統垂業之本也。
臣聞堯遭鴻水，使禹治之，未聞禹之有水也。若湯之旱，則桀之餘烈也。桀、紂行惡，受天之罰；禹、湯積德，以王天下。因此觀之，天德無私親，順之和起，逆之害生。此天文、地理、人事之紀。臣弘愚戇，不足以奉大對。

公孫弘的對策被排在最後。對策被送到武帝手上，武帝把公孫弘的對策擢為第一。公孫弘被召入見，武帝見他相貌姝麗，封為博士，待詔金馬門。
公孫弘又上書說：
陛下有先聖之位而無先聖之名，有先聖之民而無先聖之吏，是以勢同而治異。先世之吏正，故其民篤；今世之吏邪，故其民薄。政弊而不行，令倦而不聽。夫使邪吏行弊政，用倦令治薄民，民不可得而化，此治之所以異也。臣聞周公旦治天下，期年而變，三年而化，五年而定。唯陛下之所志。

武帝以冊書答復說：
問：弘稱周公之治，弘之材能自視孰與周公賢？

公孫弘回答說：「愚臣淺薄，安敢比材於周公！雖然，愚心曉然見治道之可以然也。去虎豹馬牛，禽獸之不可制者也，及其教馴服習之，至可牽持駕服，唯人之從。臣聞揉曲術者不累日，銷金石者不累月，夫人之於利害好惡，豈比禽獸木石之類哉？期年而變，臣弘尚竊遲之。」汉武帝對其言論感到驚訝。
當時，漢朝開通西南夷，設置郡縣，巴蜀民對此感到困苦，武帝命公孫弘前去視察。公孫弘歸來，詆毀西南夷無用，武帝沒有採納。每次朝中議事時，先陳述其開頭，使武帝自行決擇，不肯與朝廷力爭。於是武帝察覺其行事謹慎敦厚，善於辯論，又熟習文法吏事與儒術，武帝很喜歡，一年後遷為左內史。

### 御史大夫
元朔三年（前126年），御史大夫張歐免官，汉武帝任命公孫弘為御史大夫。當時，漢朝正開通西南夷，東邊置滄海郡，北邊修朔方郡城。公孫弘屢次諫上，認為這些做法會耗損國力而去經營那些不毛之地，希望能停止。於是武帝讓中大夫朱買臣等以設置朔方郡的有利情況來詰難公孫弘。提出十個問題，公孫弘一個也答不上來。公孫弘謝罪說：「山東鄙人，不知其便若是，原罷西南夷、滄海而專奉朔方。」武帝從之。
主爵都尉汲黯說：「弘位在三公，奉祿甚多。然為布被，此詐也。」汉武帝問公孙弘。公孙弘謝罪說：「有之。夫九卿與臣善者無過黯，然今日庭詰弘，誠中弘之病。夫以三公為布被，誠飾詐欲以釣名。且臣聞管仲相齊，有三歸，侈擬於君，桓公以霸，亦上僭於君。晏嬰相景公，食不重肉，妾不衣絲，齊國亦治，此下比於民。今臣弘位為御史大夫，而為布被，自九卿以下至於小吏，無差，誠如汲黯言。且無汲黯忠，陛下安得聞此言。」武帝認為其謙讓，愈厚待之。

### 丞相
元朔五年十一月乙丑（前125年12月11日），汉武帝免除丞相薛泽职务。
下詔：
朕嘉先聖之道，開廣門路，宣招四方之士，蓋古者任賢而序位，量能以授官，勞大者厥祿厚，德盛者獲爵尊，故武功以顯重，而文德以行褒。其以高成之平津鄉戶六百五十封丞相弘為平津侯。

任命公孙弘为丞相，封平津侯。從此擔任丞相者必封侯。
當時汉武帝正在興功立業，於是公孫弘開相府東門作為延才之所，與他們商討國家大事。每當上朝時，便將對國有益的見解奏上，汉武帝也常命身邊文學之臣與公孫弘進行辯論。 
公孙弘曾上奏：
十賊擴弩，百吏不敢前。請禁民毋得挾弓弩，便。

汉武帝将此建议交付朝臣讨论。侍中吾丘寿王表示反对，言道：「臣聞古者作五兵，非以相害，以禁暴討邪也。秦兼天下，銷甲兵，折鋒刃；其後民以櫌鉏、棰梃相撻擊，犯法滋眾，盜賊不勝，卒以亂亡。故聖王務教化而省禁防，知其不足恃也。禮曰：『男子生，桑弧、蓬矢以舉之，』明示有事也。大射之禮，自天子降及庶人。三代之道也。愚聞聖王合射以明教矣，未聞弓矢之為禁也。且所為禁者，為盜賊之以攻奪也；攻奪之罪死，然而不止者，大奸之於重誅，固不避也。臣恐邪人挾之而吏不能止，良民以自備而抵法禁，是擅賊威而奪民救也。竊以為大不便。」呈上奏章，武帝以此诘问公孙弘，公孙弘无言以对。
公孙弘性好猜忌，外表寬厚但心機很深。凡是曾與他不合的人，雖表面上裝友善，後終究要予以報復。中大夫董仲舒為人正直，認為公孫弘阿諛奉承，引起公孫弘的嫉恨。膠西王劉端多次犯法，殺害國中二千石官吏多人。於是公孫弘推薦董仲舒為膠西國相，董仲舒因病而免。
主爵都尉汲黯常詆毀儒生，觸犯公孫弘，公孫弘想藉機殺之，便向汉武帝建議：「右內史界部中多貴臣、宗室，難治，非素重臣不能任，請徙黯為右內史。」武帝乃從之。
後淮南王劉安、衡山王劉賜謀反，朝廷正追查黨羽時，公孫弘大病。他認為自己無功而封侯，官至丞相，應輔佐賢君安撫國家，使人人遵循作臣子的道理。如今諸侯反叛朝廷，都是丞相不稱職的結果，害怕一旦病死，無法搪塞責任。 
於是上书说：
臣聞天下通道五，所以行之者三。君臣、父子、夫婦、長幼、朋友之交，五者天下之通道也；仁、知、勇三者，所以行之也。故曰『好問近乎知，力行近乎仁，知恥近乎勇，知此三者，知所以自治；知所以自治，然後知所以治人。』未有不能自治而能治人者也。陛下躬孝弟，監三王，建周道，兼文武，招徠四方之士，任賢序位，量能授官，將以厲百姓勸賢材也。今臣愚駑，無汗馬之勞，陛下過意擢臣弘卒伍之中，封為列侯，致位三公。臣弘行能不足以稱，加有負薪之疾，恐先狗馬填溝壑，終無以報德塞責。願歸侯，乞骸骨，避賢者路。

汉武帝答复：
古者賞有功，褒有德，守成上文，遭遇右武，未有易此者也。朕夙夜庶幾，獲承至尊，懼不能寧，惟所與共為治者，君宜知之。蓋君子善善及後世，若茲行，常在朕躬。君不幸罹霜露之疾，何恙不已，乃上書歸侯，乞骸骨，是章朕之不德也。今事少閒，君其存精神，止念慮，輔助醫藥以自恃。

於是，汉武帝准公孫弘繼續休假，賜牛酒和布帛。過了幾個月，公孫弘病情好轉，就上朝理政了。
汉武帝元狩二年三月戊寅（前121年4月7日），公孫弘去世，諡獻。壬辰（二十一日），汉武帝任命御史大夫李蔡為丞相，廷尉張湯為御史大夫。

### 身後
公孫弘子公孫度嗣爵平津侯，為山陽太守十餘年。元封四年（前107年），徵詔巨野令史成前往公車，公孫度滯留而不遣送，坐論為城旦。
漢平帝元始年間，修功臣後。
下詔說：
漢興以來，股肱在位，身行儉約，輕財重義，未有若公孫弘者也。位在宰相封侯，而為布被脫粟之飯，奉祿以給故人賓客，無有所餘，可謂減於制度，而率下篤俗者也，與內厚富而外為詭服以釣虛譽者殊科。夫表德章義，所以率世厲俗，聖王之也。其賜弘後子孫之次見為適者，爵關內侯，食邑三百戶。

## 相關典故
「公孫布被」典故來自《漢書‧公孫弘傳》汲黯評論公孫弘：「弘位在三公，奉（俸）祿甚多，然爲布被，此詐也。」

## 延伸阅读
[在维基数据编辑]
 《史記/卷112》，出自司馬遷《史記》
 《漢書/卷058》，出自班固《漢書》

### 書籍
- ［西汉］司马迁《史記·卷一百一十二·平津侯主父列傳》
- ［东汉］班固《漢書·卷五十八·公孫弘卜式兒寬傳》
- ［北宋］司马光《資治通鑑·卷一九》